# Формальный
Форма́льный — посёлок в Кинельском районе Самарской области, входит в состав сельского поселения Бобровка.

## География
Посёлок находится на правобережье реки Самара, на расстоянии примерно 8 км (по прямой) к юго-востоку от города Кинель, административного центра района.

### Часовой пояс
Посёлок Формальный, как и вся Самарская область, находится в часовой зоне МСК+1. Смещение применяемого времени относительно UTC составляет +4:00.

## Население
| 2010 |
| ---- |
| 163  |

### Национальный состав
Согласно результатам переписи 2002 года, в национальной структуре населения русские составляли 84 % из 134 чел.